# Orașul fantomă (film din 1977)
Orașul fantomă (în engleză Breaker! Breaker!) este un film de acțiune american din 1977 regizat de Don Hulette și avându-l în rolul principal pe campionul mondial de karate Chuck Norris. Subiectul filmului îl reprezintă incursiunea unui șofer de camion expert în arte marțiale, interpretat de Chuck Norris, într-un orășel californian corupt în căutarea fratelui său mai mic care dispăruse acolo. Camionagiul intră în conflict cu majoritatea localnicilor și este arestat, fiind salvat în cele din urmă de colegii săi care se mobilizează și-i vin în ajutor.
Interesul publicului a fost ridicat și a adus filmului încasări de 12 milioane de dolari. Cu toate acestea, recenziile critice publicate în perioada lansării au fost foarte dure la adresa filmului, pe care l-au considerat „un amalgam de proastă calitate” sau „un hibrid melodramatic și gălăgios”, cu un „scenariu rudimentar”, o „regie stângace” și o „distribuție imatură”. Succesul acestui film a contribuit la inaugurarea carierei cinematografice solide și prestigioase a lui Chuck Norris, care a devenit o vedetă a filmelor de acțiune americane.

## Rezumat
J.D. Dawes, un șofer de camion de mare tonaj din California, expert în arte marțiale, se întoarce în orașul său natal după o cursă lungă către Alaska și vrea să se odihnească o vreme, iar în perioada următoare fratele său mai mic, Billy, urmează să îi țină locul și să facă în locul lui câteva curse scurte. Billy pornește în prima sa cursă ca șofer de camion, iar J.D. îl avertizează să ocolească localitatea Texas City, unde un vechi prieten al său fusese agresat și lăsat invalid de sergentul de poliție Strode. Cu toate acestea, atunci când trece prin apropierea orășelului, Billy este păcălit de polițistul Strode, care intră pe frecvența radio CB și se preface că este un coleg camionagiu, să iasă de pe autostradă și să se abată pe un drum ocolitor care-l duce chiar în Texas City, care se afla sub stăpănirea abuzivă a familiei Trimmings. Polițiștii Strode și Boles îl arestează și îi confiscă autocamionul în baza unor acuzații false, iar judecătorul Joshua Trimmings îl condamnă să plătească o amendă de 250 de dolari sau să execute 250 de zile de închisoare pentru încălcarea legii. Billy refuză să accepte această situație nedreaptă, îi lovește pe cei doi polițiști și sare pe fereastră, dar este prins și bătut.
Nemaiavând nicio veste de la Billy, J.D. pleacă în căutarea lui și ajunge în Texas City, dar camioneta sa este atacată de doi dintre oamenii lui Trimmings, care îi sparg radiatorul. Camionagiul se deplasează la un service auto din oraș pentru înlocuirea radiatorului spart și, în orele următoare, efectuează acolo unele cercetări discrete, dar nu reușește să afle nimic, deoarece localnicii nu sunt dispuși să vorbească. Polițiștii Strode și Boles îl agresează, dar J.D. se apără și reușește să fugă. Cu toate acestea, ospătărița Arlene de la restaurantul local, pe care o cunoscuse anterior, îl ia cu mașina și îl duce la ea acasă, unde J.D. îi telefonează unui coleg care să-i alerteze pe toți camionagiii pentru a da de urma lui Billy. El află de la Arlene că judecătorul Trimmings este principala autoritate a orașului, iar, potrivit indicațiilor sale, polițiștii Strode și Boles obișnuiesc să-i atragă în Texas City pe camionagii pentru a-i jefui sub pretextul încălcării legii. J.D. se întoarce apoi în orășel pentru a afla de la judecătorul Trimmings ce s-a întâmplat cu Billy. Judecătorul refuză să-i răspundă și cere localnicilor să-l prindă și să-l ducă la închisoare. Camionagiul îi bate pe localnici și este urmărit apoi de cei doi polițiști, dar reușește din nou să scape și se întoarce la casa Arlenei, unde-și petrece noaptea.
În dimineața următoare, el se deplasează la cimitirul de mașini uzate, unde bănuiește că a fost adus camionul condus de Billy. Încearcă să afle informații de la George, responsabilul cimitirului, și îl ucide accidental în lupta care are loc acolo. Localnicii îl urmăresc și, sub amenințarea armelor, îl duc la închisoare. Judecătorul Trimmings îl condamnă la moarte pentru crimă și dispune executarea lui, după plecarea localnicilor din fața închisorii. Între timp, Arlene reușește să scape de sub supravegherea polițistului Boles și îi alertează pe camionagiii din regiune prin sistemul radio CB. Colegii lui J.D. se mobilizează și se îndreaptă către Texas City pentru a-și salva colegul și a pune capăt dominației familiei Trimmings și, după ce trec de bariera amplasată de Strode, încep să dărâme clădirile orașului.
În acest timp, localnicul Wade îl scoate din celulă pe J.D. cu intenția de a-l ucide, dar fratele său retardat, Arney, încearcă să-l oprească și deviază traiectoria glonțului către abdomenul lui J.D. Un al doilea glonț îl ucide accidental pe Arney. J.D. aleargă spre grajd pentru a-și elibera propriul frate, dar acolo este așteptat de Boles. Lupta celor doi este crâncenă și se încheie cu victoria camionagiului, ca urmare a cunoștințelor sale de arte marțiale. În final, orașul Texas City este incendiat și distrus.

## Distribuție
- Chuck Norris — șoferul de camion John David „J.D.” Dawes, expert în arte marțiale[6][7][8][17][18]
- George Murdock⁠(d) — judecătorul Joshua Trimmings[6][7][8][17][18]
- Terry O'Connor — Arlene Trimmings, ospătărița din Texas City, nora judecătorului[6][7][8][17][18]
- Don Gentry — șeriful Strode[6][7][8][17][18]
- John Di Fusco — Arney, fratele retardat al lui Wade[6][7][8][17][18]
- Ron Cedillos — ajutorul de șerif Boles[6][7][8][18][19]
- Michael Augenstein — Billy Dawes, fratele lui J.D.[6][7][8][18]
- Dan Vandegrift — Wilfred, pilotul de elicopter, verișorul Arlenei[6][7][8][18]
- Douglas Stevenson — Drake, fabricantul de alcool[6][7][8][18]
- Paul Kawecki — mecanicul Wade[18][20]
- Larry Feder — George, responsabilul cimitirului de mașini uzate, verișorul lui Wade[20]
- Jack Nance — șoferul de camion Burton, prietenul lui J.D.[20]
- David Bezar — Tony, băiatul Arlenei[20]
- Miranda Garrison⁠(d) — barmanița din Texas City[20]
- Amelia Laurenson — Luana, soția judecătorului[20]
- Ray Saniger — bucătarul restaurantului[20]
- Dee Cooper — îngrijitorul închisorii[20]
- Deborah Shore — Pearl, ospătărița din orașul natal al lui J.D.[20]
- The Great John „L” — Kaminsky, luptătorul de skanderbeg[20]
- David Stephen Essex — Elroy, prietenul parior al lui J.D.[20]

## Producție

### Începuturile cinematografice ale lui Chuck Norris

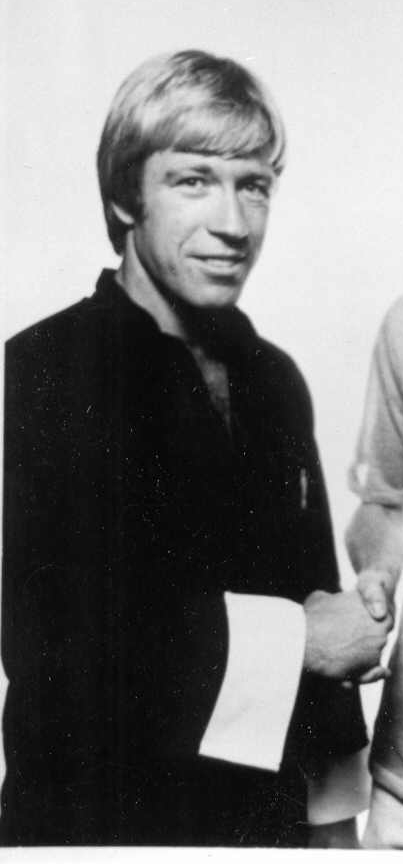
Chuck Norris în 1976

Multiplu campion internațional la karate, Chuck Norris se născuse la 10 martie 1940 în orașul Ryan din statul american Oklahoma, într-o familie mixtă formată dintr-o mamă irlandeză și un tată indian Cherokee, și purta numele Carlos Ray Norris. El s-a înrolat în anul 1958 în Forțele Aeriene ale Statelor Unite ale Americii și a fost trimis în misiune la baza aeriană din Osan (Coreea de Sud), unde a luat contact cu artele marțiale și s-a antrenat timp de trei ani în practicarea de judo și karate, obținând o centură neagră la Tang Soo Do și o centură maro la judo și devenind cunoscut prin porecla „Chuck”. S-a întors în Statele Unite ale Americii în anul 1962 și, după demobilizarea din armată, a încercat să se înroleze în Los Angeles Police Department, dar cum listele de angajări erau lungi, a dechis o școală de karate, unde i-a avut ca elevi, printre alții, pe James Coburn, Priscilla Presley, Steve McQueen, Richard Gere și Tom Cruise, iar ulterior a deschis o rețea de 32 de școli de arte marțiale, care a contribuit la popularizarea și extinderea practicării artelor marțiale. În același timp, a început să participe la concursurile de karate, câștigând în anul 1968 titlul de campion mondial la categoria mijlocie, pe care l-a deținut până în anul 1974, când s-a retras neînvins din activitatea sportivă. Norris a lucrat frecvent în această perioadă ca partener de antrenament al lui Bruce Lee, care l-a instruit în coregrafia cinematografică a artelor marțiale și i-a înlesnit primele contracte.
Actorul Steve McQueen, care i-a fost elev, a observat potențialul lui Chuck Norris și l-a încurajat să urmeze cursuri de actorie. Ca urmare a acestui sfat, Norris a apărut ocazional în câteva filme, debutând ca figurant în The Wrecking Crew (1968), care-l avea cap de afiș pe Dean Martin, și fiind remarcat de public în special ca adversar al lui Bruce Lee în filmul The Way of the Dragon⁠(d) (1972). Bruce Lee își dorise ca luptele din film să aibă un aspect mai realist, de aceea l-a adus la Roma pe Norris pentru a filma acolo o luptă memorabilă cu Colosseumul pe fundal. Cu toate că a pierdut lupta din film cu Bruce Lee, conform obiceiului încetățenit în filmele din Hong Kong ca eroul chinez să-i învingă pe adversarii străini, o mare parte a publicului american a aflat cu acest prilej de existența competițiilor internaționale de karate și l-a remarcat pe Chuck Norris. După apariția în acest film, Norris a decis serios să urmeze o carieră cinematografică: a urmat cursuri de actori și a participat la probe, dar i s-a spus că rolurile care îi pot fi încredințate sunt limitate și că interpretarea este „rigidă și lipsită de naturalețe”, dar, la fel ca Sylvester Stallone, care a fost respins de mai multe ori din cauza feței, fizicului și vocii, nu s-a lăsat bătut.

### Realizarea filmului
Orașul fantomă a fost primul film în care Norris a avut un rol principal, fiind considerat din acest motiv de unii autori ca filmul său de debut. Acest film a fost produs de companiile americane Paragon Films Inc. și Worldwide Productions, după un scenariu scris de Terry Chambers, și a avut un buget de 250.000 de dolari. Scenariul urmărea prezența într-un oraș izolat din deșertul californian a unui cowboy modern, pe care niciun localnic nu-l dorea acolo, ceva asemănător cu personajul interpretat de Spencer Tracy în O zi grea la Black Rock (1955), și avea ca temă distincția dintre libertate și tiranie, care-i opunea pe camionagiii uniți prin camaraderie și pe orășenii izolați și corupți moral. Pentru a sublinia această distincție și a evidenția ideea eliberării, regizorul a folosit o metaforă ușor de înțeles prin saltul peste gard al unui cal negru (aflat în țarcul unde se bate J.D. cu polițistul Boles).
Producătorul filmului a fost regizorul Don Hulette, producător asociat a fost John Burrows⁠(d), în timp ce producători executivi au fost Samuel Schulman și Bernard Tabakin. Acest film face parte dintr-un ciclu de scurtă durată a filmelor lansate în perioada de apogeu a frecvenței radio CB (Citizens' Band), care mai includea, printre altele, Handle with Care (1977), Smokey și Banditul (1977) și Convoy (1978). Ideea unui western modern în care locul cowboyilor și cailor era luat de camionagii și camioane de mare tonaj s-a potrivit cu ideea de adaptare americană a artelor marțiale pe care o avea Chuck Norris, iar acțiunea și tipul de personaj din acest film au fost integrate în filmele ulterioare în care fostul campion de karate a apărut.
Filmările au avut loc în anul 1976 la Paramount Ranch din localitatea Agoura (adiacentă orașului Calabasas), comitatul Los Angeles, California, și au fost coordonate de cineastul american Don Hulette și executate de operatorul Mario DiLeo, Chuck Norris a fost plătit cu 5.000 de dolari pentru a juca în acest film. „Nu știam nimic atunci când am făcut acel film”, a afirmat el ulterior. „Am filmat pe parcursul a doar 11 zile. Dar a fost uimitor, oamenilor le-a plăcut chiar și așa. Este genul de film pe care să-l vezi acasă. Încă mai este filmul favorit al tatălui meu.” Montajul peliculei a fost realizat de Steven Zaillian, care a devenit cunoscut ulterior ca scenarist al unor filme celebre ca Revenire la viață (1990), Lista lui Schindler (1993), Bandele din New York (2002), Moneyball: Arta de a învinge (2011) și Irlandezul: Asasinul mafiei (2019), iar muzica country de pe coloana sonoră a fost compusă tot de Dan Hulette. Durata filmului este de 86 de minute.
În ciuda lipsei sale de experiență în domeniul cinematografiei, Chuck Norris avea ambiții mari, după cum afirma într-un interviu publicat în ziarul Los Angeles Times în 1977: „Vreau să devin la fel de mare în industria cinematografică precum am fost în domeniul karate-ului. Știu că pot s-o fac pentru că am credința că pot s-o fac.” Campionul de karate nu a fost deosebit de mândru că a jucat în acest film,en  A. Drooz (12 martie 1981). „Chuck Norris Aims for Stardom: Karate Champ Storms Hollywood”. Los Angeles Times. p. sb1.</ref> ba chiar a crezut că era cel mai slab film pe care l-a văzut vreodată, dar Steve McQueen l-a consolat, spunându-i că „nu e un film chiar atât de rău” și oferindu-i câteva sfaturi pe care să le folosească în filmele următoare. În consecință, într-un interviu publicat în 1981, Chuck Norris s-a declarat mulțumit că Orașul fantomă „a câștigat mulți bani”. Popularitatea dobândită a atras atenția unui grup de investitori care s-au arătat dispuși să finanțeze proiectul unui film și i-au oferit libertatea creării personajului pe care urma să-l interpreteze și adaptării acțiunii potrivit ideilor sale.
Următoarele filme în care Chuck Norris a apărut, Good Guys Wear Black (1978) și A Force of One (1979), nu au avut succes critic, însă au adus în schimb încasări semnificative, contribuind la dezvoltarea carierei cinematografice a sportivului, ce s-a făcut remarcat ca unul din cei mai populari actori ai filmelor de acțiune, alături de Bruce Lee, Jackie Chan și Jean-Claude Van Damme, și a devenit cunoscut ulterior prin interpretările sale din filmele An Eye for an Eye (1981), Lupul singuratic (1983), The Delta Force (1986), Delta Force 2 (1990), The Hitman (1991) și Maestrul meu, Chuck Norris (1992) și apoi în rolul eroului eponim din serialul de televiziune Walker, polițist texan (1993–2001). Întrebat cu privire la succesul carierei sale cinematografice, Chuck Norris a răspuns: „Cum am reușit la Hollywood? în același fel în care am reușit în karate, muncind mai dur decît oricare altul! Mi-am creat în minte imaginea a ceea ce voiam, a ceea ce-mi propuneam să devin și am muncit pentru a atinge acest ideal mai îndîrjit decît orice altcineva ar fi putut să o facă!”. Stilul cinematografic al filmelor în care a apărut reprezintă o combinație între filmele orientale cu arte marțiale și filmele western, filmele de război sau filmele polițiste.

## Recepție

### Lansare
Orașul fantomă a avut premiera oficială în Statele Unite ale Americii la 1 aprilie 1977 și a fost lansat în cinematografe în mai 1977 (în 6 mai la Los Angeles și în 18 mai la New York), fiind clasificat PG (Parental Guidance Suggested) din cauza existenței unor scene violente și a unor dialoguri explicite, care au fost considerate nepotrivite pentru minorii mai mici de 13 ani. Distribuția filmului în SUA a fost realizată de compania American International Pictures. În ciuda recenziilor critice aproape complet negative, interesul publicului a fost ridicat și a generat încasări de 12 milioane de dolari, contribuind la lansarea unei cariere cinematografice solide a lui Chuck Norris. Relansarea acestui film în anul 1980, împreună cu Kill or Be Killed (1976), a generat încasări de peste 1,8 milioane de dolari în șase săptămâni în unele zone urbane precum New York, Los Angeles, Honolulu, Las Vegas, Seattle și San Antonio, conform celor consemnate în ediția din 25 noiembrie 1980 a ziarului The Hollywood Reporter.
Filmul a fost distribuit, de asemenea, în alte țări precum Canada (22 aprilie 1977, Winnipeg), Columbia (6 septembrie 1978), România (30 octombrie 1978), Danemarca (15 decembrie 1980), Republica Federală Germania (15 mai 1981, relansare la 1 mai 1985), Franța (14 octombrie 1981), Austria (1981), Turcia (ianuarie 1982), Portugalia (24 februarie 1982) și Suedia (premieră TV pe 18 noiembrie 1994). Din cauza violenței sale, unele țări au interzis difuzarea acestui film: astăzi, autoritatea norvegiană Statens filmkontroll a interzis difuzarea filmului în cinematografele din Norvegia, printr-o hotărâre din 19 martie 1980, iar autoritatea suedeză Valtion elokuvatarkastamo (VET, „Oficiul de Stat pentru Cenzura Filmului”) a clasificat acest film ca KK (Kokonaan kielletty, „Complet interzis”) pe 8 noiembrie 1979, astfel încât să nu poată fi difuzat sau distribuit legal în Finlanda. Chestiunea a fost reexaminată în Finlanda la 5 iunie 1984, atunci când compania de distribuție Oy Elokuvavuokraamo Express-Film Ab a propus o versiune scurtată, dar interdicția a fost menținută în unanimitate. Apelul companiei din 4 iulie 1984 a menținut, de asemenea, această interdicție. Filmul a fost recenzurat din nou, într-o versiune scurtată, pentru distribuția pe casetă video în 19 iulie 1988, fiind evaluat de această dată K18 („interzis persoanelor sub 18 ani”), ca urmare a violenței sale. Cu toate acestea, din cauza unei prevederi a legii privind cenzura video, distribuirea filmului a continuat să fie interzisă. Abia în urma eliminării acestei cenzuri printr-un amendament legal la 1 ianuarie 2001 a devenit legală distribuția filmului în Finlanda.
Premiera filmului în România a avut loc în ziua de 30 octombrie 1978; Orașul fantomă, care a fost promovat în presa epocii drept un „film inspirat de realitățile societății americane contemporane”, sau, în mod asemănător, ca „o veritabilă peliculă de acțiune inspirată de realitățile dure ale societății americane contemporane” și descris ca având „intrigă captivantă, aventuri, suspansuri, clipe fierbinți”, a rulat în perioada următoare în unele cinematografe bucureștene precum Favorit (octombrie–noiembrie 1978), Festival și Luceafărul (octombrie–noiembrie 1978), Palatul Sporturilor și Culturii (noiembrie 1978), Modern (noiembrie 1978), Excelsior, Gloria și Melodia (noiembrie 1978), Aurora, Feroviar și Flamura (noiembrie 1978), Tomis (noiembrie–decembrie 1978), Cotroceni și Miorița (decembrie 1978), Victoria și Grivița (decembrie 1978), Bucegi și Ferentari (decembrie 1978), Casa de cultură a studenților „Grigore Preoteasa” (decembrie 1978), Munca și Cosmos (decembrie 1978), Dacia (ianuarie 1979), Giulești (ianuarie 1979), Volga (ianuarie 1979), Arta (ianuarie–februarie 1979), Viitorul (februarie 1979), Drumul Sării (februarie 1979), Pacea (februarie–martie 1979) ș.a., dar și în unele cinematografe din alte orașe (de exemplu, la Timișoara, Iași, Craiova, Târgu Mureș, Sfântu Gheorghe, Botoșani, Sibiu, Lugoj, Zalău, Suceava, Fălticeni, Pașcani, Sovata, Miercurea Ciuc, Reșița, Sighișoara, Odorheiu Secuiesc, Rădăuți, Dorohoi, Vatra Dornei, Câmpulung Moldovenesc, Târgu Secuiesc, Covasna, Reghin, Gura Humorului și Caransebeș, inclusiv până în ianuarie 1993. Filmul a avut mare succes în rândul publicului român, fiind adresat mai ales tinerilor, dar, cu toate acestea, a rulat mai puțin pe scenele cinematografelor din România, ca urmare a faptului că autoritățile comuniste l-au considerat „prea violent”. Criticul revistei Cinema, Simona Darie, consemna în cronica sa că spectatorii filmului se dovedeau „zeloși în a arbitra luptele” și acompaniau cu ropote „fiecare lovitură bine plasată a eroului”. Pugilistul român Leonard Doroftei (n. 1970) a văzut acest film în copilărie și a mărturisit într-un interviu din anul 2006 că, după vizionare, a încercat să reproducă schemele de arte marțiale din film, împreună cu copiii din cartierul ploieștean unde locuia în acea vreme.
Filmul a fost lansat pe casetă VHS în anul 1984 de compania Embassy Home Entertainment și apoi pe DVD în 31 iulie 2000 de compania americană Digital Entertainment. Versiunea DVD are o imagine destul de clară, în ciuda culorilor un pic murdare, un sunet Dolby Digital 2.0 și, în plus, o galerie de 12 imagini extrase de pe peliculă. Specialistul britanic Almar Haflidason considera că „este în mare parte neintenționat, dar există o mulțime de lucruri de care să te bucuri în această combinație bizară între Chuck Norris și camionagiii care strigă la radioul CB” și susținea că versiunea DVD a filmului este „oarecum mai bună” decât versiunea „mai degrabă cu aspect demodat” de pe casetă VHS.

### Răspuns critic
Cronicile criticilor de film americani au fost, în unanimitate, foarte dure la adresa filmului Orașul fantomă. Astfel, criticul A.H. Weiler a scris într-o recenzie publicată în mai 1977 în ziarul The New York Times că Orașul fantomă este „un amalgam de proastă calitate” caracterizat printr-un „scenariu rudimentar”, o „regie stângace” și o „distribuție imatură”. În opinia criticului sus-menționat, Chuck Norris este „la fel de expresiv ca o statuie”, în timp ce George Murdock este „la fel de credibil” în rolul judecătorului care recită din Shakespeare. Criticul ziarului Los Angeles Times a numit acest film „un hibrid melodramatic și gălăgios”, iar Ron Pennington l-a descris în revista The Hollywood Reporter ca „un efort inferior la toate nivelurile”. Criticul și istoricul de film Leonard Maltin, autorul ghidului cinematografic Leonard Maltin's Movie Guide, i-a acordat cel mai mic rating („BOMB”) și l-a descris ca un „film de acțiune ieftin și prost, cu o anumită (ocazională) cantitate de umor”. În nota sa dedicată filmului în cunoscutul ghid Movies on TV and Videocassette, criticul american Steven H. Scheuer a dat filmului 1/2 stele din 4 și l-a caracterizat drept un „film dramatic de răzbunare inept”. Publicistul M. Ray Lott îl considera „un film care poate fi uitat după standardele oricui”, dar susținea că merită reținut prin faptul că a inaugurat cariera cinematografică a lui Chuck Norris. Lucrarea The Encyclopedia of Martial Arts Movies (1995) consemna că acest film este „plin de găuri, clișee și personaje stereotipe, dar încă mai poate capta privitorul, în ciuda interpretării inexpresive a lui Chuck”.
Presa contemporană românească, care a promovat acest film în conformitate cu ideologia comunistă a epocii („o veritabilă peliculă de acțiune inspirată de realitățile dure ale societății americane contemporane”), a evidențiat că aventurile justițiarului singuratic sunt condimentate cu un pic de umor și a consemnat cu un oarecare entuziasm că fostul campion mondial de karate Chuck Norris „reușește să-și păstreze ca actor întreaga măiestrie care l-a adus în fruntea practicanților acestui sport”. Calitățile sportive ale lui Chuck Norris, arătate în Orașul fantomă, au fost remarcate și de alți cinefili români: astfel, criticul teatral mureșean Zeno Fodor scria în ziarul local Steaua roșie că filmul conține „spectaculoase bătăi, în care frumosul și atleticul june blond se dovedește imbatabil, stăpînind o tehnică desăvîrșită”, în timp ce un cronicar cinematografic sibian scria în ziarul local Radical că fostul campion mondial de karate „face în acest film o demonstrație de ceea ce înseamnă artele marțiale practicate în Lumea Nouă”. În ciuda demonstrațiilor spectaculoase de arte marțiale, filmul a fost considerat totuși „mediocru”, deoarece „se bazează pe excitarea nervilor prin durități, iar interpretul principal [...] nu are mai nimic în afară de agilitate și degajare”, în timp ce restul distribuției, cu excepția interpretului judecătorului, este formată din „actori de mîna a doua”. Criticii români au evidențiat că filmul promova imaginea unei societăți capitaliste americane dominate de abuzuri și violență și aflate la cheremul unor autorități corupte, „populată parcă de oameni care nu știu decît să bea și să se bată”, și au asemănat acest film cu un western modern, în care locul cailor este luat de camioanele de mare tonaj și de autospecialele poliției. Cu acest prilej, Zeno Fodor consemna că orășelul Texas City „arată ca o așezare de pionieri din anii cuceririi vestului”, unde „domnește, tot ca în acele vremuri tulburi, legea junglei aplicată cu strășnicie de stăpînii așezării, adevărați bandiți la drumul mare”. Concluzia Simonei Dariei, publicată în revista Cinema, era că „dincolo de dialogul pumnilor montat pe canavaua unei scheme de pseudo-western «pe patru roți» [...], nimic nu vibrează în conștiința acestui film-fantomă”.
Enciclopedia cinematografică germană Lexikon des internationalen Films descrie astfel acest film: „Un șofer de camion se luptă cu un oraș condus de bandiți, în care fratele său este ținut prizonier. Film cu camionagii mediocru, cu motive western cunoscute.”. Prin contrast, enciclopedia cinematografică poloneză Video ’90 (1989) menționează că acest film este o producție tipică de acțiune ce conține scene de luptă și urmăriri cu mașin, l-a evaluat cu 2 stele și l-a clasificat drept un film bun, pe care nu veți regreta că l-ați vizionat.
Acest lungmetraj este notat pe mai multe portaluri de film și are o medie ponderată de 4,3 din 10 (în urma a aproximativ 1.400 de voturi înregistrate) pe IMDb, un rating mediu de 2,6 din 5 (în urma a peste 2.500 de voturi înregistrate) pe agregatorul Rotten Tomatoes, și o evaluare pozitivă din partea a 49% dintre utilizatorii înregistrați pe site-ul ziarului spaniol La Vanguardia.

## Menționarea filmului în cultura populară
Orașul fantomă a fost menționat în episodul din 24 mai 2007 al emisiunii Late Night with Conan O'Brien, atunci când O'Brien a folosit interjecția Breaker! Breaker! pentru a prezenta scene aleatorii din serialul de televiziune Walker, polițist texan.
Filmul a fost, de asemenea, subiectul unui comentariu audio parțial batjocoritor cu ocazia relansării la cerere a filmului în 21 martie 2013 de către compania Rifftrax⁠(d).